# Rétszilasi-tavak Természetvédelmi Terület

A Rétszilasi-tavak Természetvédelmi Terület Magyarország védett természeti területeinek egyike a Közép-Dunántúlon. A Sárvíz völgyének középső részén. 
Sáregres mellett már tavak találhatóak, megközelíthető észak felé haladva, Szabadbattyán felé indulva.
Rétimajortól 6 kilométer Rétszilas északi tavait lehet felkeresni, mesterséges tavak Rétimajornál is folytatódnak még Sáregres irányából. A Budapest–Pécs-vasútvonalon is megközelíthető, Rétszilas vasútállomáshoz esik a legközelebb.
A Magyar Televízió által forgatott Tüskevár című 17 részes sorozatot ezen a területen, Rétimajor nádasaiban forgatták.[forrás?]
A Mezőföld északi részén, a csatornák Szabadbattyán felőli oldalán kiterjedt vízfelület volt. Soponya, Káloz településeknél megerősödött a nádas, erdős terület, az építőipar örömére.
A Sió és a Sárvíz visszahúzódott. Helytartótanács 1771-ben megvizsgáltatta a vízi területeket, majd a Siót - ami Siófok, Simontornya és Szekszárd települések mentén folyik - megtoldotta Sióagárdig, hogy összeérjen a Sárvízzel.
Az Árpád-kori települések mind megmaradtak. A dunántúli sárrét 1601. október 15-én csata helyszíne volt. Nagy létszámú török csapatok ellen a néhány ezres magyar sereg, a német és a francia lovasok mellett háborúzott.
A szövetséges keresztény csapatok helyt álltak. Nádasdy Ferenc, Thurzó György, ifjú Batthyány Kristóf híres magyarok, akik részt vettek a csatában.
A rétszilasi halastavakat 1996-ban sorolták be a tájvédelmi körzetek közé. A Malom-csatorna és a Nádor-csatorna mellett található.
Az itt megfigyelhető védett állatok között megtalálható a gulipán, fekete gólya, a halászsas és a vidra. Rovarokban is gazdag az itteni élővilág, mert futrinkaféléket, imádkozó sáskákat, szitakötőket, bábrabló rovarokat egyaránt lehet találni.